# Timmerö kapell
Timmerökapell är en kyrkobyggnad i Boxholms kommun. Kyrkan hör till Boxholms församling. Den ligger på Boxholms kyrkogård och byggdes 1955. 
Kapellet byggdes till 1992 med kapprum och toalett och gjordes handikappvänligt genom att den stora yttre entrétrappan togs bort och en ramp tillkom. År 2001 fick byggnaden namnet Timmerö kapell och används numera även för vanliga gudstjänster. Kapellets ceremonisal är utformad som en kyrka med långhus och kor.

## Orgel
Orgeln är byggd 1966 av Åkerman och Lund i Knivsta och är mekanisk.

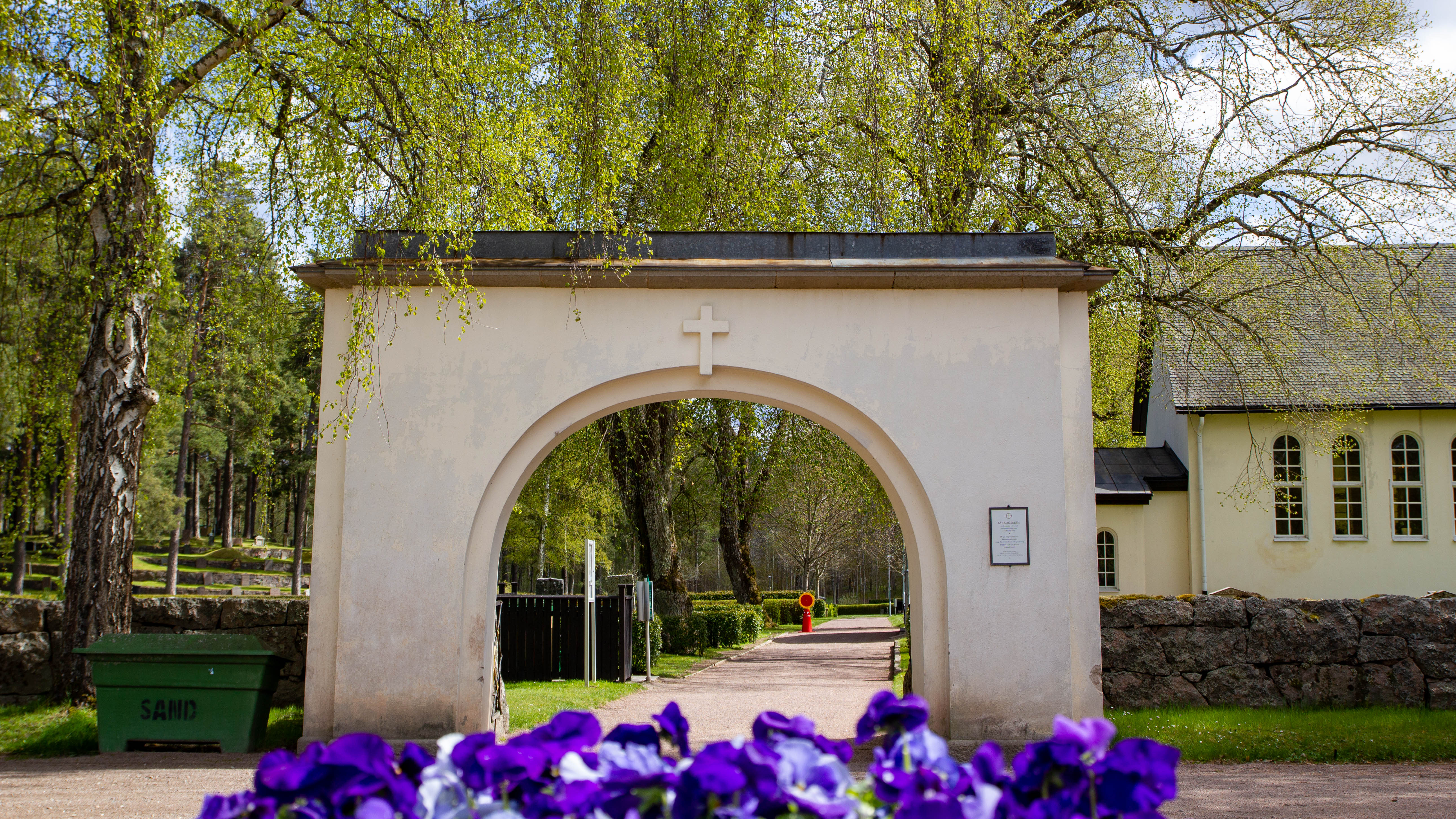
Timmerö maj 2020.

| Manual          | Pedal   | Koppel  |
| Gedackt 8’      | Bihängd | Man/Ped |
| Rörflöjt 4’     |         |         |
| Principal 2’    |         |         |
| Gedacktflöjt 2’ |         |         |
| Oktava 1’       |         |         |